# Incilius karenlipsae
Incilius karenlipsae es una especie de anfibio anuro de la familia Bufonidae.

## Distribución geográfica
Esta especie es endémica de la provincia de Coclé en Panamá. Se encuentra a unos 850 m sobre el nivel del mar en el sur de la Cordillera Talamanca.

## Descripción
El holotipo del macho mide 89 mm.

## Etimología
Esta especie lleva el nombre en honor a Karen R. Lips.

## Publicación original
- Mendelson & Mulcahy, 2010: A new species of toad (Bufonidae: Incilius) from central Panama. Zootaxa, n.º 2396, p. 61-68[3]